# Rhododendron kurohimense
Rhododendron kurohimense är en ljungväxtart som beskrevs av Arakawa. Rhododendron kurohimense ingår i släktet rododendron, och familjen ljungväxter. Inga underarter finns listade i Catalogue of Life.